# Portret van een jongeman met een schedel
Portret van een jongeman met een schedel is een schilderij van de Nederlandse kunstschilder Frans Hals, geschilderd rond 1626, olieverf op doek, 92,2 x 80,8 centimeter. Behalve een portret is het vooral ook een 'vanitas'-tafereel. Het werd in 1980 gekocht door de National Gallery te Londen.

## Context
Hals was een van de meest succesvolle portretschilders in het zeventiende-eeuwse Holland. Hij viel vooral op -en week ook af- door zijn levenskrachtige stijl, waarbij hij met een losse penseelvoering vluchtige gebaren en uitdrukkingen wist vast te leggen. Hij koos ervoor om een schilderij niet glad af te werken, zoals ongeveer al zijn tijdgenoten dat nog deden, maar probeerde via een zekere ruwheid het leven er in te houden. Aangezien leven te herkennen is aan beweging, zorgde hij ervoor dat de kijker de indruk krijgt dat het portret in beweging is. Wie echter kijkt naar iemand in beweging, ziet die persoon niet helemaal scherp: je krijgt niet helemaal vat op wie of wat zich beweegt, je ziet vlekken, lijnen, stippen, grote kleurvlakken, nauwelijks details. En zo schilderde Frans Hals dan ook zijn portretten. Typerend is dat hij werkte in meerdere lagen, vaak 'nat-op-nat', waarbij hij gebruik maakte van de 'onderschildering' en bepaalde delen bewust open liet.
Bij zowel Rembrandt als Hals is de invloed van de Utrechtse Caravaggisten te herkennen. Ze schilderden veel genrestukken, meestal van muzikanten, spelers of drinkers. De altijd snel werkende Hals biedt door zijn gedreven werkwijze echter een geheel andere inzicht in de persoonlijkheid van diens modellen als Rembrandt dat deed: ze ademen, zijn levensecht en aanvaarden dat leven ten volle.

## Afbeelding
Hals portretteert zijn 'jongeman met een schedel' met een voor die tijd ongewone kracht en spontaniteit. De felle en losse penseelstreken geven het werk een bijna impressionistische kwaliteit, die ruim twee en een halve eeuw later werd herkend en bewonderd door Vincent van Gogh. De associatie met het impressionisme wordt nog versterkt door het duidelijke karakter en de sterke beweging van de jongeling. De uitgestoken hand wekt de illusie dat hij daadwerkelijk aanwezig is, alsof de kijker hem bijna de hand kan schudden. Nadere beschouwing leert dat Hals op een voor die tijd technisch bijzonder vaardige wijze de uitgestrekte arm verkort heeft, waardoor hij een soort trompe-l'oeil-effect creëert. De schedel in de linkerhand van het model gloeit op tegen diens donkere handpalm en kleding. Het licht in het schilderij komt binnen vanuit de linkerkant en maakt een sterke schaduw aan de andere kant van diens gezicht.
Het schilderij is waarschijnlijk geen in opdracht gemaakt portret, zoals Hals die meestal schilderde, maar primair bedoeld als 'vanitas'-tafereel, wijzend op de onontkoombare dood en het korte leven. De schedel vertegenwoordigt de dood en de jongeling het leven en de kracht. Zijn roze wangen en rode lippen accentueert zijn jeugdigheid. De boodschap is: memento mori. De vluchtige stijl van Hals lijkt dit alleen maar te onderstrepen.
In 1910 maakte kunsthistoricus en curator Cornelis Hofstede de Groot in een catalogus bij een Hals-tentoonstelling een connotatie tussen Portret van een jongeman met een schedel en Hamlet. Ook tegenwoordig wordt het schilderij, met name op het internet, nog regelmatig in verband gebracht met de jonge prins uit het drama van Shakespeare. Het is echter hoogst onwaarschijnlijk dat Hals in zijn tijd dit stuk ooit heeft gezien of gelezen, waarmee het even onwaarschijnlijk lijkt dat dit ook het oorspronkelijke thema van het werk kan zijn geweest.

## Noot
1. ↑  zie catalogus Hofstede de Groot.

Portret van een jongeman met een schedel (1616-18) · Huwelijksportret van Isaac Massa en Beatrix van der Laen (ca. 1622) · Luitspeler (ca. 1623) · Zingende jongen met een fluit (1623) · De lachende cavalier (1624) · Lachende jongen (ca. 1625) · Portret van Willem van Heythuysen (1625-30) · Zigeunermeisje (ca. 1626) · Portret van een man met het kaakbeen van een koe in zijn hand (ca. 1627) · De vrolijke drinker (1628-30) · Pekelharing (ca. 1630) · De magere compagnie (1633-37) · Malle Babbe (1633-35) · Portret van een man (ca. 1634) · Portret van een zittende man (ca. 1660, atelier)